# Euphyia photographica
Euphyia photographica är en fjärilsart som beskrevs av Turner 1938. Euphyia photographica ingår i släktet Euphyia och familjen mätare. Inga underarter finns listade i Catalogue of Life.